# Conoeca saxosa
Conoeca saxosa är en fjärilsart som beskrevs av Edward Meyrick 1893. Conoeca saxosa ingår i släktet Conoeca och familjen säckspinnare. Inga underarter finns listade i Catalogue of Life.